# 华金·马尔戈萨
华金·马尔戈萨（西班牙語：Joaquim Malgosa，1963年11月1日—），西班牙男子曲棍球运动员。他曾代表西班牙参加1988年、1992年、1996年和2000年夏季奥林匹克运动会曲棍球比赛，其中1996年奥运会获得一枚银牌。

## 家庭
哥哥圣地亚哥·马尔戈萨。